# فيديريكا سانفيليبو
فيديريكا سانفيليبو هي لاعبة بياثلون إيطالية ولدت في 24 أكتوبر 1990.